# Генералов, Алексей Петрович
Генера́лов Алексе́й Петро́вич (3 октября 1918 года, Половчиново, Владимирская губерния — 13 октября 1944, близ Корзуново, Мурманская область) — участник Великой Отечественной войны, Герой Советского Союза (2 ноября 1944 года; посмертно).
В годы Великой Отечественной войны: командир миномётной роты, 28-го гвардейского стрелкового полка, 10-й гвардейской стрелковой дивизии, 14-й армии, Карельского фронта, гвардии капитан.

## Биография
Русский по национальности, Генералов родился в семье крестьянина. После окончания в городе Ковров фабрично-заводского ученичества устроился на работу челночным на фабрику. В Советской Армии стал служить с 1938 года. На его счету участие в походе в Западную Украину в 1939 году и в советско-финской войне 1939—1940 годов.
Как только началась Великая Отечественная война, оказался в действующей армии. Осенью 1944 года под его командованием находилась миномётной роты 28-го гвардейского стрелкового полка. 7 октября этого года Генералов, будучи в звании гвардии капитана, и его рота оказали поддержку огнём атаке батальона в 30 км южнее Петсамо (ныне Печенга). При этом было уничтожено много солдат и офицеров противника и подавлено 3 дота и батарея. На следующий день, 8 октября, состоялся бой за переправу на реке Валасйоки, во время которого рота под командованием Генералова сумела подавить своим огнём две батареи противника, при этом враг потерпел значительный урон. 13 октября состоялся очередной бой с участием роты Генералова, в критический момент которого капитан повёл своё подразделение в атаку и погиб. 2 ноября 1944 года Генералову было посмертно присвоено звание Героя Советского Союза.
Считалось, что Генералов был похоронен около Печенги в братской могиле. Позднее, определив имя по медалям, останки Генералова были обнаружены в 2009 году в Мурманской области, в этом же году они были перезахоронены на Троицко-Никольском кладбище в городе Ковров.

## Награды
- Медаль «Золотая Звезда» Героя Советского Союза[2];
- Орден Ленина[2];
- Орден Красной Звезды[2];
- Медаль «За отвагу»[2]

## Память
- Обелиск установлен в городе Коврове на «Аллее Героев», площадь Победы[4].
- В городах — Коврове[5] и Мурманске именем Алексея Генералова названы улицы[2].
- Мемориальная доска Героя, установлена в городе-герое Мурманске[2].